# 辛范德爾 (加利福尼亞州)
辛范德爾（英語：Zinfandel）是位於美國加利福尼亞州納帕縣的一個非建制地區。該地的面積和人口皆未知。

## 地理
辛范德爾的座標為38°28′58″N 122°26′32″W / 38.48278°N 122.44222°W，而該地的平均海拔高度為60米（即197英尺）。